# みんなうんち
『みんなうんち』は五味太郎作・絵による絵本。

## 概要
この絵本は読者にむかって、動物はみんなうんちをするものだと語りかける。動物が生きていくうえでかならず行う排泄をあっけらかんとユーモラスに描いて見せる。福音館書店から多くの絵本を世に送り出した松居直は自著でこの本を「知識の枠を超えた科学の絵本」と評し、「意外性と語りのユーモア」が「心に残る絵本体験」を生みだしたとする。『みんなうんち』は、福音館書店が出版している園児向け月刊科学絵本かがくのともの一冊として1977年に配本され、のちにかがくのとも傑作集シリーズとしてハードカバーで出版された。
米国では英訳版がEveryone Poops（翻訳：Amanda Mayer Stinchecum）として、Kane/Miller（"My Body Science"シリーズ）と Scholasticから出版されている。
英国では、 Everybody PoosとしてFrances Lincolnから出版されている。またスペイン語とタイ語にも翻訳されている。

## あらすじ
『みんなうんち』は特にストーリーはない。
初めの16ページはうんちをめぐるいろいろな情景が対照（ゾウとネズミのおおきいうんちとちいさいうんち）、比較（いろいろな動物がいろいろなうんちを排泄）、質問（くじらのうんちはどんなか）などを用いて描かれる。
17ページでは、名前の書いていない男の子が赤いシャツを着てと黒のつなぎを脱ぎながらトイレに駆け込んでいく。絵本は次におとな、こども、幼児、あかちゃんがどうやってうんちをするかまたはおむつをしているかを描く。
そのあと、男の子を含まないイラストが3つ続き、その次のページでは、男の子ひとりがトイレットペーパーを使い水を流している場面。絵本は最後に、動物はだれでも食べるからうんちをするのだと説明し、男の子と6匹の動物がうんちをしている場面を背面から描いて「みんなうんち」と言葉を添える。

## 出版
『みんなうんち』は五味太郎作・絵で、東京に本社を置く福音館書店の「かがくのとも」シリーズの一つとして配本された。のちに「かがくのとも傑作集」として再度出版され、他の国の言葉にも翻訳された。

### 書肆情報
- （日本語）初出『みんなうんち』「かがくのとも」福音館書店 1977年
- （日本語）『みんなうんち』「かがくのとも傑作集」福音館書店 1981年 ISBN 4834008487
- （英語） Everyone Poops. Trans. Amanda Mayer Stinchecum. My Body Science. Brooklyn, N.Y.: Kane/Miller, 1993. ISBN 0916291456.
- （英語） Everyone Poops. Trans. Amanda Mayer Stinchecum. La Jolla: Kane/Miller, 2001. ISBN 192913214X. New York: Scholastic, 2004. ISBN 043972659X.
- （英語） Everybody Poos. Trans. Amanda Mayer Stinchecum. London: Frances Lincoln, 2002. ISBN 0711220468. London: Frances Lincoln, 2004. ISBN 1845072588
- （スペイン語） Todos hacemos caca. Trans: Leopoldo Iribarren. Brooklyn, N.Y.: Kane/Miller, 1997. ISBN 0916291774
- （タイ語） ʻอึ. Krung Thēp: Samnakphim Phrǣo Phư̄an Dek, 1995. ISBN 9748920003. Krungthēp: ʻAmmarin, 2003. ISBN 9742470367.